# Хачатур Тохатци
Хачату́р Тохатци́ (или Евдокаци́) (арм. Խաչատուր Թոխաթցի (Եվդոկացի), 1570—?) — армянский поэт XVI—XVII веков.

## Жизнь и творчество
Родился в 1570 году в Тохате, был приходским священником. После захвата города повстанцами Дели Хасана в 1602 году был вынужден покинуть родные края и уехал в Венецию, где был задержан Инквизицией и приговорён к тюремному заключению. Армянский историк XVII века Григор Даранагеци описывает его осуждение, и добавляет, что Хачатур развивал свой поэтический талант в тюрьме. Будучи в заключении написал книгу в стихах, в которой рассказывал о своей вере и трудностях, которые ему пришлось вынести из-за неё. Это его сочинение не сохранилось. После освобождения Инквизицией вернулся в родной город и женился.
Написал несколько поэм на светские мотивы, восхвалял вино, пиршества и гулянья. Его главным произведением однако является объёмная поэма «Повесть о городе Венеции» (арм. «Պատմութիւն Վենետիկ քաղաքին»). Состоит из 280 строк, написана на разговорном армянском языке, в 1614 году. В ней Хачатур рассказывает о красоте и богатстве Венеции, чьи великолепные здания, экономическое процветание, механические приборы и общественный порядок ошеломили поэта. Он с восхищением описывает переполненные магазины и ярмарки Венеции, отношение горожан к своему здоровью и гигиене, пышные празднования церковных праздников, в частности, Страстной недели. Но некоторые стороны венецианской жизни всё же противоречили его моральным нормам. Касаясь свободных нравов венецианцев, он осуждает открытые женские платья, публичное проявление влюблёнными своих чувств, допущение проституции, использование мочи в качестве косметики, слишком страстное увлечение к домашним животным, и т.д..
Издания сочинений и биографических очерков
- Ованес Терзнци, Хачатур Тохатци. Повесть о Париже и Вене (средневековая рыцарская повесть). Повесть о городе Венеции (в стихах). = Պատմութիւն Փարէզի եւ Վեննայի (Միջնադարյան ասպետական սիրավեպ): Պատմութիւն Վենետիկ քաղաքին (Չափածո) : / К. Мелик-Оганджанян (сост., комм.), Л. Хачикян (ред.). — Ереван: изд-во АН АрмССР, 1966. — 304 с.
- А. Мадоян, Г. Ананян. Хрестоматия древней и средневековой армянской поэзии. = Հայոց հին և միջնադարյան բանաստեղծության քրեստոմատիա:. — Ереван: изд-во ЕГУ, 1979. — С. 476—484. — 683 с.